# María Spyráki
María Spyráki (Larissa, 11 settembre 1965) è una giornalista e politica greca, membro di Nuova Democrazia e europarlamentare dal 2014 al 2024.

## Biografia
Ha studiato chimica all'Università Aristotele di Salonicco e poi giornalismo alla London School of Journalism nel Regno Unito.
Durante le elezioni europee del 2014, è stata eletta al Parlamento europeo, dove siede nel Gruppo del Partito Popolare Europeo. È inoltre membro della commissione per lo sviluppo regionale e della delegazione alla commissione parlamentare mista UE -Macedonia settentrionale.